# تالیس اوبد موزز
تالیس اوبد موزز (انگلیسی: Tallis Obed Moses؛ زادهٔ ۲۴ اکتبر ۱۹۵۴) سیاست‌مدار اهل وانواتو است. وی از ۶ ژوئیه ۲۰۱۷ تا ۶ ژوئیه ۲۰۲۲ رئیس‌جمهور این کشور بود.